# Ponlat-Taillebourg
Ponlat-Taillebourg é uma comuna francesa na região administrativa de Occitânia, no departamento de Alta Garona. Estende-se por uma área de 8,6 km². Em 2010 a comuna tinha 621 habitantes (densidade: 72,2 hab./km²).